# Trujillanos Fútbol Club
Maillots
Actualités
Le Trujillanos Futbol Club est un club de football vénézuélien basé à Valera. Le vénézuelien José Nabor Gavídia est l'entraineur depuis janvier 2019.

## Histoire

ancien logo du club

## Palmarès
- Coupe du Venezuela (2)
  - Vainqueur : 1992, 2010
  - Finaliste : 1995, 2009, 2011